# Den magiske Lanterne
Den magiske Lanterne er en fransk stumfilm fra 1903 af Georges Méliès.